# Francesc Godoy
Francesc Godoy Contreras (* 17. Dezember 1986 in Barcelona, Vorname auch Cesc, Francisco) ist ein spanischer bzw. katalanischer Triathlet. Er ist U23-Staatsmeister der Jahre 2006 und 2008, Mitglied der spanischen Nationalmannschaft und Staatsmeister auf der Triathlon-Kurzdistanz (2017).

## Werdegang
Bereits sein Vater war als Triathlon-Profi aktiv und 1989 startete Godoy (Senior) bei der Erstaustragung einer Triathlon-Weltmeisterschaft auf der Kurzdistanz und belegte hinter dem Sieger Mark Allen den 33. Rang.

### U23-Staatsmeister Triathlon 2006
Bei den Triathlon-Weltmeisterschaften 2004 erreichte Francesc Godoy in der Klasse der Junioren den sechsten Rang und im Juli 2007 wurde er Fünfter bei der U23-Europameisterschaft.
Godoy nahm auch an renommierten Nicht-ITU-Bewerben teil, so gewann er 2008 Silber beim Embrunman (Kurzdistanz).
In Spanien tritt Godoy für den Verein Club de Natació Barcelona (CN Barcelona) an. Im Mai 2016 wurde er Achter bei der Europameisterschaft auf der olympischen Kurzdistanz.

### Staatsmeister Triathlon Kurzdistanz 2017
Im September 2017 wurde der 30-Jährige in Valencia Elite-Staatsmeister auf der olympischen Distanz.
Im September 2021 wurde er Fünfter bei der Staatsmeisterschaft Triathlon.
Auch Francesc Godoys jüngere Schwester Anna ist als Profi-Triathletin aktiv.

## Sportliche Erfolge
| Datum/Jahr    | Rang | Wettbewerb                                             | Austragungsort | Zeit     | Bemerkung                                                                         |
| ------------- | ---- | ------------------------------------------------------ | -------------- | -------- | --------------------------------------------------------------------------------- |
| 4. Sep. 2021  | 6    | ESP Triathlon National Championships                   | Banyoles       | 01:47:14 | hinter David Castro Fajardo                                                       |
| 10. Sep. 2017 | 1    | ESP Triathlon National Championships                   | Valencia       | 01:49:58 | Staatsmeister beim Triatlón Valencia; neben Sara Pérez Sala bei den Frauen        |
| 3. Sep. 2016  | 6    | ESP Triathlon National Championships                   | Banyoles       | 01:47:24 | hinter dem Sieger Fernando Alarza                                                 |
| 10. Juni 2016 | 4    | ITU Triathlon World Cup                                | Tiszaujvaros   | 00:54:21 |                                                                                   |
| 28. Mai 2016  | 8    | ETU Short Distance Triathlon European Championships    | Lissabon       | 01:50:48 | Europameisterschaft auf der olympischen Kurzdistanz                               |
| 31. Mai 2014  | 37   | ITU World Championship Series 2014                     | London         | 00:50:56 | auf der Sprintdistanz                                                             |
| 6. Okt. 2013  | 3    | Garmin Barcelona Triathlon                             | Barcelona      | 01:48:06 |                                                                                   |
| 20. Mai 2012  | 3    | Ironman 70.3 Florida                                   | Orlando        |          |                                                                                   |
| 21. Aug. 2010 | 17   | ITU Triathlon Sprint World Championships               | Lausanne       | 00:54:02 |                                                                                   |
| 29. Juli 2010 | 2    | Triathlon EDF Alpe d’Huez                              | Alpe d’Huez    |          | Zweiter auf der Kurzdistanz                                                       |
| 15. Aug. 2008 | 2    | Embrunman                                              | Embrun         | 02:08:01 | Zweiter auf der Kurzdistanz                                                       |
| 21. Juli 2007 | 5    | ETU Short Distance Triathlon European Championship U23 | Kuopio         |          | U23-Europameisterschaft                                                           |
| 10. Sep. 2005 | 23   | ITU Triathlon World Championships Junior Men           | Gamagōri       |          | Weltmeisterschaft Junioren                                                        |
| 23. Juli 2005 | 21   | ETU Triathlon European Championships Junior Men        | Alexandroupoli |          | Junioren-Europameisterschaft (0,75 km Schwimmen, 20 km Radfahren und 5 km Laufen) |
| 3. Juli 2004  | 22   | ETU Triathlon European Championships Junior Men        | Lausanne       |          | Junioren-Europameisterschaft                                                      |
| 9. Mai 2004   | 6    | ITU Triathlon World Championships Junior Men           | Madeira        |          | Weltmeisterschaft Junioren                                                        |

(DNF – Did Not Finish)